# Труцци, Энрико
Энри́ко Тру́цци (итал. Enrico Truzzi; 19 декабря 1870 — 1 февраля 1939) — итальянский и российский цирковой артист, представитель цирковой династии Труцци. 

## Биография
Родился в семье Анри Александра Франкони — выходца из знаменитой итальянской и французской цирковой династии Франкони, члены которой основали в Париже знаменитый цирк «Олимпик». Мать Энрико — Луиза Бузани (1842—1917) также была цирковой артисткой, наездницей. После смерти отца мать вторично вышла замуж за циркового артиста Массимилиано Труцци (в России — Максимилиано). В 1880 году отчим Джиджетто получил приглашение от антрепренёра Альберта Вильгельмовича Саламонского выступить в Российской империи. После окончания гастролей семья решила остаться в России, и в середине 1880-х годов отчим открыл свой собственный цирк в Воронеже. После смерти Максимилиано в 1899 году Энрико в течение нескольких лет был одним из учредителей цирка «Братья Труцци», в котором выступал вместе с братьями Рудольфо и Жижетто. В цирке братьев Труцци начинали свою цирковую деятельность такие известные в последствии цирковые артисты, как клоуны Анатолий Леонидович Дуров и Сергей Сергеевич Альперов.
После раздела цирка между братьями в 1900-х годах с держал собственную антрепризу. В цирке выступал в качестве наездника и конного жонглёра, в цирковых пантомимах исполнял главные роли. Был автором либретто для цирковых пантомим. Создал при цирке оркестр струнных и духовых инструментов, выступал также в качестве композитора. После Октябрьской революции братья Труцци бежали из страны. Они уехали через Константинополь в Италию, потеряв бо́льшую часть своего состояния.
Его сын Массимилиано был известным жонглёром, второй сын Гуго также был цирковым артистом и берейтером.